# 丁二酸钠
丁二酸钠是一种有机酸盐，化学式为C4H4Na2O4。它可由丁二酸和碳酸氢钠或氢氧化钠反应制得。它和三丁基氯化锡在乙醇中反应，可以得到丁二酸二(三丁基锡)。它可用于构筑金属有机框架材料。